# Giovanni Cefai
Giovanni Cefai (Żebbuġ, 5 agosto 1967) è un vescovo cattolico e missionario maltese, dal 3 aprile 2019 vescovo-prelato di Santiago Apóstol de Huancané.

## Biografia
Giovanni Cefai è nato a Żebbuġ, nell'isola di Gozo, il 5 agosto 1967.

### Formazione e ministero sacerdotale
Compiuti gli studi elementari e quelli secondari, nel 1984 è entrato nella Società missionaria di San Paolo a Malta. Successivamente ha seguito corsi di preparazione per gli studi superiori ecclesiastici presso la Campion House di Osterley, nella zona ovest di Londra, un istituto gestito dai gesuiti, dal 1987 al 1991. Ha frequentato le Facoltà di filosofia e di teologia dell'Università di Malta dal 1991 al 1997. Nel 1999 ha conseguito la licenza in teologia pastorale presso l'Università di Malta.
Il 23 ottobre 1994 ha emesso la professione solenne e il 6 dicembre 1997 è stato ordinato presbitero nella cattedrale dell'Assunzione della Vergine Maria a Gozo da monsignor Nikol Joseph Cauchi, vescovo di Gozo. In seguito è stato direttore del centro giovanile "De Piro" a Malta dal 1997 al 1999 e poi ha prestato servizio nel centro pastorale di Malta nel 2000.
Destinato come missionario in Perù, nel 2001 ha seguito corsi di preparazione culturale e linguistica per la missione. Giunto in Perù è stato parroco della parrocchia della Santa Croce nell'arcidiocesi di Arequipa dal 2002 al 2013 e parroco della parrocchia di San Paolo Apostolo ad Arequipa e superiore regionale della sua congregazione in Perù.

### Ministero episcopale
Il 3 aprile 2019 papa Francesco lo ha nominato primo vescovo-prelato della prelatura territoriale di Santiago Apóstol de Huancané. Ha ricevuto l'ordinazione episcopale il 22 giugno successivo nella cattedrale di Santa Maria ad Arequipa dall'arcivescovo metropolita di Arequipa Javier Augusto Del Río Alba, co-consacranti l'arcivescovo Nicola Girasoli, nunzio apostolico in Perù, e l'arcivescovo metropolita di Trujillo Héctor Miguel Cabrejos Vidarte. Al termine del rito, indirizzandosi al popolo maltese, ha dichiarato: "Dalla cattedrale di Arequipa, vorrei ringraziarvi sinceramente per essere qui, per il vostro amore, i saluti, le preghiere e il sostegno. Da parte mia, sono onorato e vi prometto le mie preghiere. Pregherò per voi, per le vostre intenzioni, per le vostre famiglie. Che Dio vi benedica e vi protegga. Grazie per i vostri auguri e per essere qui con noi". È il primo e finora l'unico vescovo della sua congregazione. Ha preso possesso della prelatura il 30 dello stesso mese.

## Genealogia episcopale
La genealogia episcopale è:
- Cardinale Scipione Rebiba
- Cardinale Giulio Antonio Santori
- Cardinale Girolamo Bernerio, O.P.
- Arcivescovo Galeazzo Sanvitale
- Cardinale Ludovico Ludovisi
- Cardinale Luigi Caetani
- Cardinale Ulderico Carpegna
- Cardinale Paluzzo Paluzzi Altieri degli Albertoni
- Papa Benedetto XIII
- Papa Benedetto XIV
- Papa Clemente XIII
- Cardinale Bernardino Giraud
- Cardinale Alessandro Mattei
- Cardinale Pietro Francesco Galleffi
- Cardinale Giacomo Filippo Fransoni
- Cardinale Carlo Sacconi
- Cardinale Edward Henry Howard
- Cardinale Mariano Rampolla del Tindaro
- Cardinale Rafael Merry del Val
- Arcivescovo Duarte Leopoldo e Silva
- Arcivescovo Paulo de Tarso Campos
- Cardinale Agnelo Rossi
- Vescovo Miguel Irizar Campos, C.P.
- Arcivescovo Javier Augusto Del Río Alba
- Vescovo Giovanni Cefai, M.S.S.P.